# 誓願寺 (豊中市)
誓願寺（せいがんじ）は、大阪府豊中市にある浄土真宗大谷派の寺院。

## 概要・歴史
1501年（文亀元年）に、本願寺實如の門弟だった渡邊治郎左衛門（法名は教覚）によって創建されたと伝えられている。梵鐘堂は1754年（宝暦四年）に建築された。

## アクセス
- 阪急宝塚本線曽根駅から西へ徒歩約15分。

## 脚註
1. ↑  原田城跡 旧羽室家住宅 案内パンフレット（豊中市教育委員会）
2. ↑  豊中市教育委員会『とよなか歴史・文化財ガイドブック』2008年